# ヴォウルカシャ
ヴォウルカシャは、ゾロアスター教における天海である。これはアフラ・マズダーによって作られ、中心には、Harvisptokhm、または"すべての種の実る木"があるとされる。

## 神話
Vendidadによると、アフラ・マズダはヴォウルカシャの清らかな水を地上を浄化するため、また水を天海Puitikaに送り返すために地上に落とした。 この現象は後に潮の満ち引きとして解釈された。ヴォウルカシャの中心にはHarvisptokhm、または"すべての種の実る木"が位置するとされ、この木は世界に存在するすべての植物の種を含むとされる。木の上には大枝を破壊し、種をまき散らす原因となるSinamruの鳥が棲んでいるともされる。
またヴォウルカシャの中心には"癒しの木の王"ガオケレナまたは"白いハオマの巨木"があるとも考えられている。これらは1万の他の癒しの植物に囲まれているとされる。

## その他
後に、ヴォウルカシャはアラビア海やオマーン湾のPuitikaと結びつけられた。